# Business as Usual (álbum de Men at Work)
Business As Usual é o álbum de estreia do grupo Men At Work, lançado em 9 de novembro de 1981.
Em outubro de 2010, Business As Usual foi listado no livro 100 Best Australian Albums.
| Críticas profissionais                                                      | Críticas profissionais |
| Avaliações da crítica                                                       | Avaliações da crítica  |
| Fonte                                                                       | Avaliação              |
| --------------------------------------------------------------------------- | ---------------------- |
| allmusic                                                                    | [ 3 ]                  |
| Esta tabela precisa de ser acompanhada por texto em prosa. Consulte o guia. |                        |

## Faixas
| N.º | Título                                | Compositor(es)                    | Duração |  |
| 1.  | "Who Can It Be Now?"                  | Colin Hay                         | 3:25    |  |
| 2.  | "I Can See It in Your Eyes"           | Hay                               | 3:32    |  |
| 3.  | "Down Under"                          | Hay, Ron Strykert                 | 3:45    |  |
| 4.  | "Underground"                         | Hay                               | 3:07    |  |
| 5.  | "Helpless Automaton"                  | Greg Ham                          | 3:23    |  |
| 6.  | "People Just Love to Play with Words" | Strykert                          | 3:33    |  |
| 7.  | "Be Good Johnny"                      | Hay, Ham                          | 3:39    |  |
| 8.  | "Touching the Untouchables"           | Hay, Strykert                     | 3:41    |  |
| 9.  | "Catch a Star"                        | Hay                               | 3:31    |  |
| 10. | "Down By the Sea"                     | Hay, Strykert, Ham, Jerry Speiser | 6:53    |  |

| 2003 Remaster Bonus Tracks |                                                         |                |         |  |
| N.º                        | Título                                                  | Compositor(es) | Duração |  |
| 11.                        | "Crazy" (B-side from 'Down Under" single)               |                | 2:37    |  |
| 12.                        | "Underground" (ao vivo)                                 |                | 3:42    |  |
| 13.                        | "Who Can It Be Now?" (ao vivo)                          |                | 4:06    |  |
| 14.                        | "F-19" (B-Side from "Be Good Johnny" Australian single) |                | 3:52    |  |

Ambas as faixas ao vivo na edição remasterizada de 2003 são do álbum ao vivo, Brazil, lançado em 1998.

## Desempenho nas paradas musicais
| parada musical (1982/1983)   | Melhor posição |
| ---------------------------- | -------------- |
| Nova Zelândia RIANZ          | 1              |
| Noruega VG-lista             | 1              |
| Suécia Sverigetopplistan     | 15             |
| Países Baixos MegaCharts     | 2              |
| Estados Unidos Billboard 200 | 1              |